# Buskerud megye

Buskerud megye Norvégiában

Buskerud megye megye (fylke) Norvégia délkeleti Østlandet régiójában. Székhelye Drammen. Akershus, Oslo, Oppland, Sogn og Fjordane, Hordaland, Telemark és Vestfold megyékkel határos. Népessége 270 543 fő (2024. aug. 1.).

## Földrajz
Buskerud az oslo-fjordi Hurumtól a Halling-hegységig és Hardangerig terjed.
Hagyományosan négy területre osztják: Eiker, Ringerike, Numedal és Hallingdal. 
Nyugati része hegyes fennsík erdős völgyekkel és magasan fekvő legelőkkel. Keleti fele alföld, sok tóval és patakkal. A legnagyobb tavak Tyrifjorden és Krøderen. A Numedalslågen, Norvégia harmadik legnagyobb folyója Hordalandban ered, keresztülfolyik Buskerudon és áthalad Vestfoldba, ahol eléri a tengert. Másik folyója, a Begna a Sperillen tóba ömlik. 

## Községek
Buskerud megyének 21 községe van:
| 1. Ål 2. Drammen 3. Flesberg 4. Flå 5. Gol 6. Hemsedal 7. Hol 8. Hole 9. Hurum 10. Kongsberg 11. Krødsherad | 1. Lier 2. Modum 3. Nedre Eiker 4. Nes 5. Nore og Uvdal 6. Øvre Eiker 7. Ringerike 8. Rollag 9. Røyken 10. Sigdal |